# Daniela Droz
Yesenia Droz Serrano, conocida en el mundo artístico como Daniela Droz o La Dama de Hierro (Carolina, Puerto Rico, 16 de agosto de 1977), es una actriz, cantante, presentadora y locutora. Su primer premio fue el de Maja Infantil de Puerto Rico en el 1985, a la edad de 8 años. 
En 1993 se convirtió en la Paquita de la conductora infantil Xuxa. Viajó a la Argentina y estuvo junto a la Reina de los Bajitos.

## Trayectoria como actriz
- Annie (Musical Infantil) (Primera Vez en TV)
- Cuquí (Wapa-TV)
- Maripily (Programa Infantil)
- Cuentos para despertar (Película Puertorriqueña)
- Posada Corazón (Serie de TV)
- La bella Durmiente (Obra de Teatro)
- Grease (Musical)
- El bombón de Elena (Obra de Teatro Musical )
- Dueña y señora (Telenovela de Telemundo, Puerto Rico) (Villana de la historia)
- A Chorus Line (Musical de Broadway)
- Fuego en el alma (Telenovela) Luisa
- Cimarrón (Telenovela)
- Decisiones Serie de Telemundo, Puerto Rico) (Varios Episodios)
- Corazón valiente (Telenovela de Telemundo) Participación especial
- Por qué los hombres aman a las cabronas (Obra de teatro)
- Mi amiga, la gorda (Obra de Teatro)
- Femenicidio (Obra de teatro)
- Extremos (Serie Televisiva)
- Vamo a Escascararnos (Comedia)
- ¿Pacto de silencio? (Película transmitida por Univisión) Zully Montero

## Inicios como Cantante
Se inició en el mundo musical a la edad de 16 años, al formar parte de un grupo juvenil de Merengue. Se ha mantenido cantando en este género musical.

## Presentadora de TV & Como Locutora
- Anda Pa'l Cara (Univisión Puerto Rico).
- Objetivo Fama (Univisión Puerto Rico) (Primera & Cuarta temporada).
- Objetivo Fama: Sin Editar (Univisión Puerto Rico).
- El Bayú (Programa Radial, en Puerto Rico).
- El Circo (Programa Radial, transmitido en vivo por Mega TV por Directv) (2007-2010)
- No te duermas (Telemundo Puerto Rico)
- Yo Canto (Telemundo, Puerto Rico)[1]
- Ahora es que ees! (Telemundo, Puerto Rico)
- Rubén & Co. (Univisión Puerto Rico)
- La noche encima (unision PR, con Ali Warrington. 2017)